# Nikita Ramic

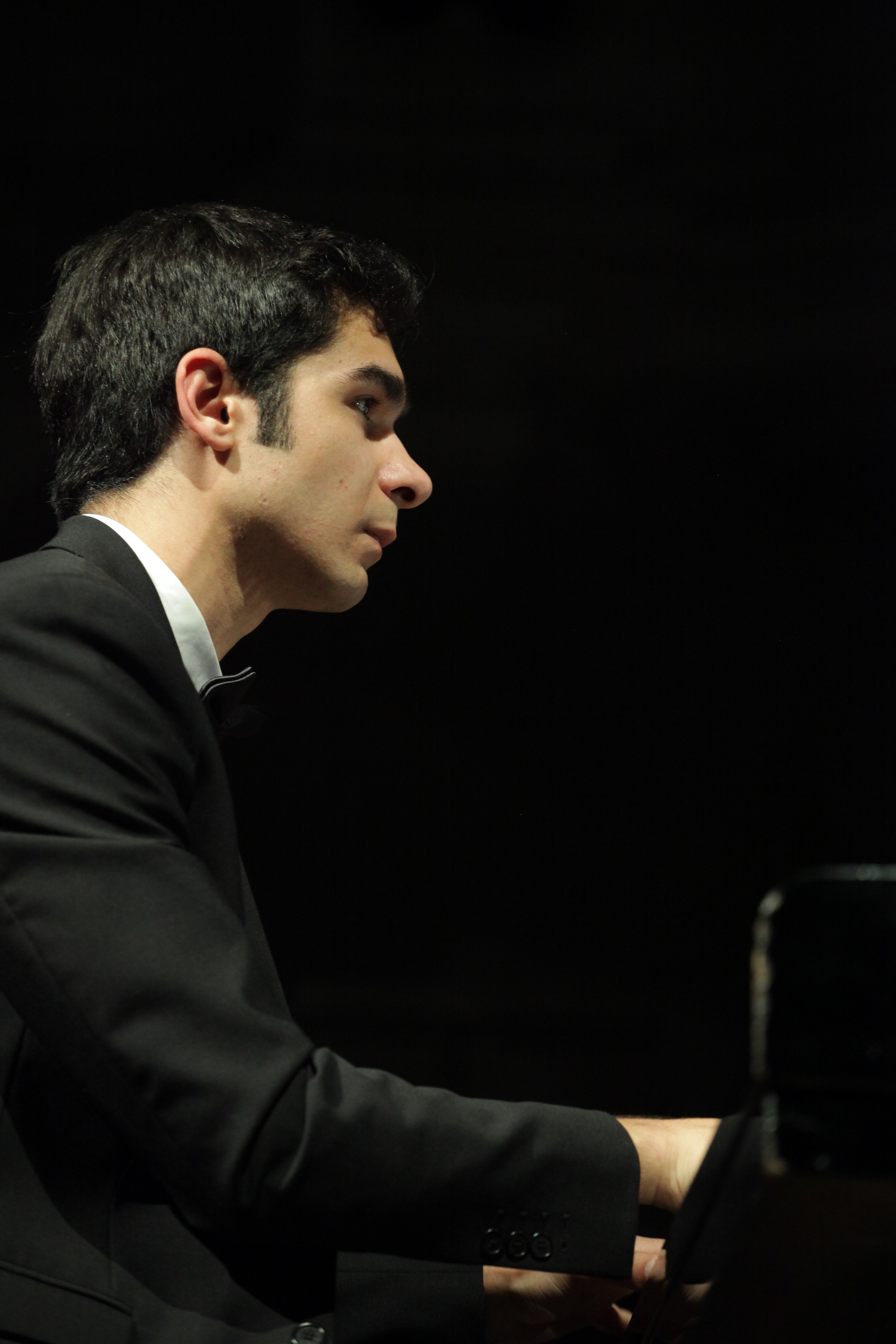
Nikita Ramic bei einem Konzert (2018)

Nikita Ramic (* 23. August 1993 in Vranje) ist ein französischer Pianist.

## Leben
Nikita Ramic wurde in Vranje, Serbien, in einer Familie mit einer langen Musiktradition geboren. Er wuchs in dieser Künstlerfamilie auf und begann im Alter von drei Jahren mit seiner Mutter, der Pianistin, Schülerin von Evgeny Lieberman (selbst ein Schüler des legendären Pädagogen Heinrich Neuhaus), Klavier zu spielen. Sein virtuoser Vater gewann 1984 den 1. Akkordeonpreis beim Internationalen Musikwettbewerb von Venedig. Mit  seiner Familie verließ Nikita Ramic Serbien, um nach Frankreich zu gehen, und schrieb sich am Konservatorium von Rueil-Malmaison, in der Klasse von Denis Pascal, ein. Bereits im Alter von 16 Jahren erhielt er nach seinem Abschluss drei erste Preise (1. Preis für Klavier, 1. Preis für hervorragende Leistungen und den 1. Preis im Bereich Kammermusik). Nikita Ramic perfektionierte sich bei Henri Barda am Konservatorium Alfred Cortot in Paris und erhielt Unterstützung von der Zaleski-Stiftung. Zu dieser Zeit arbeitete er mit Lilya Zilberstein in Weimar und auch an der Musikakademie Chigiana in Siena, Italien. In Paris hatte er die Möglichkeit, im Palais Iéna, Salle Gaveau, Salle Cortot und im Centre Raschi-Guy de Rothschild Konzerte zu geben. Des Weiteren spielte er das 5. Klavier-Konzert von Saint-Saëns mit Orchester im Rathaus des 4. Pariser Stadtviertels und zum Geburtstags-Konzert des berühmten Parfumeurs Jean-Paul Guerlain. Nikita Ramic  nahm auch an modernen künstlerischen Projekten wie  der Live-Performance von Cally Spooner für Lafayette teil und spielte für die Dauer der Ausstellung „Faisons de l’inconnu un allié“. Im Anschluss an diese Zusammenarbeit wurde dieses zeitgenössische Werk aufgenommen, und die Stiftung der Galeries Lafayette präsentierte es auf der FIAC 2016. Im selben Jahr spielte Ramic die 12 Transzendentalen Etüden von Liszt in Versailles. Nikita Ramic gab auch Konzerte im Ausland: in Serbien (Belgrad, Vranje und Niš) und spielte im Palazzo Chigi Saracini in Siena, Italien. 2017 gab er mehrere Konzerte für den Wohltätigkeitsverein Virtuoses du Cœur und spielte in mehreren Städten  Frankreichs. Das 38. Internationale Musikfestival von Louvie-Juzon lud ihn ein, Beethovens Symphonien mit seinem Bruder Ienissei auf zwei Klavieren zu spielen. Nikita Ramic gab bislang  Konzerte in Frankreich, den Niederlanden, Serbien, Russland, Deutschland und Italien.

## Diskografie
- Franz Liszt, Rhapsode: Ungarische Rhapsodien, Angara Mic (2018)[5]
- Fauré, Schubert, Tchaikovsky, Purcell, Rubinstein, Saint-Saëns, Massenet, Puccini, Rossini, MOMENTS: Klaviertranscriptionen, Angara Mic (2021)